# Cloué
Cloué és un municipi francès situat al departament de la Viena i a la regió de la Nova Aquitània. L'any 2007 tenia 445 habitants.

## Demografia

### Població
El 2007 la població de fet de Cloué era de 445 persones. Hi havia 184 famílies de les quals 40 eren unipersonals (8 homes vivint sols i 32 dones vivint soles), 60 parelles sense fills, 76 parelles amb fills i 8 famílies monoparentals amb fills.
La població ha evolucionat segons el següent gràfic:
Habitants censats

### Habitatges
El 2007 hi havia 215 habitatges, 186 eren l'habitatge principal de la família, 20 eren segones residències i 9 estaven desocupats. 212 eren cases i 3 eren apartaments. Dels 186 habitatges principals, 147 estaven ocupats pels seus propietaris, 35 estaven llogats i ocupats pels llogaters i 4 estaven cedits a títol gratuït; 10 tenien dues cambres, 18 en tenien tres, 63 en tenien quatre i 95 en tenien cinc o més. 170 habitatges disposaven pel capbaix d'una plaça de pàrquing. A 69 habitatges hi havia un automòbil i a 106 n'hi havia dos o més.

### Piràmide de població
La piràmide de població per edats i sexe el 2009 era:
| Homes | Edats   | Dones |
| ----- | ------- | ----- |
| 0     | 95 o +  | 0     |
| 0     | 90 a 94 | 4     |
| 0     | 85 a 89 | 4     |
| 4     | 80 a 84 | 4     |
| 8     | 75 a 79 | 4     |
| 4     | 70 a 74 | 0     |
| 12    | 65 a 69 | 8     |
| 12    | 60 a 64 | 16    |
| 0     | 55 a 59 | 0     |
| 32    | 50 a 54 | 8     |
| 16    | 45 a 49 | 28    |
| 24    | 40 a 44 | 20    |
| 24    | 35 a 39 | 28    |
| 16    | 30 a 34 | 12    |
| 8     | 25 a 29 | 8     |
| 4     | 20 a 24 | 4     |
| 20    | 15 a 19 | 24    |
| 4     | 10 a 14 | 24    |
| 20    | 5 a 9   | 8     |
| 8     | 0 a 4   | 12    |

## Economia
El 2007 la població en edat de treballar era de 286 persones, 222 eren actives i 64 eren inactives. De les 222 persones actives 205 estaven ocupades (113 homes i 92 dones) i 17 estaven aturades (2 homes i 15 dones). De les 64 persones inactives 29 estaven jubilades, 15 estaven estudiant i 20 estaven classificades com a «altres inactius».

### Ingressos
El 2009 a Cloué hi havia 181 unitats fiscals que integraven 437 persones, la mediana anual d'ingressos fiscals per persona era de 17.746 €.

### Activitats econòmiques
Dels 8 establiments que hi havia el 2007, 4 eren d'empreses de construcció, 2 d'empreses de comerç i reparació d'automòbils, 1 d'una empresa immobiliària i 1 d'una empresa classificada com a «altres activitats de serveis».
Dels 6 establiments de servei als particulars que hi havia el 2009, 1 era un taller de reparació d'automòbils i de material agrícola, 1 guixaire pintor, 1 fusteria, 1 lampisteria, 1 electricista i 1 saló de bellesa.
L'any 2000 a Cloué hi havia 21 explotacions agrícoles que ocupaven un total de 966 hectàrees.

## Equipaments sanitaris i escolars
El 2009 hi havia una escola elemental.

## Poblacions més properes
El següent diagrama mostra les poblacions més properes.